# جان ستانكوفسكي
جان ستانكوفسكي (بالبولندية: Jan Stankowski)‏  (و. 1934 – 2009 م) هو فيزيائي من بولندا. ولد في بوزنان .
توفي في بوزنان، عن عمر يناهز 75 عاماً.

## التعليم
تعلم في جامعة آدم ميتسكيفيتش في بوزنان